# Премія Ласкера

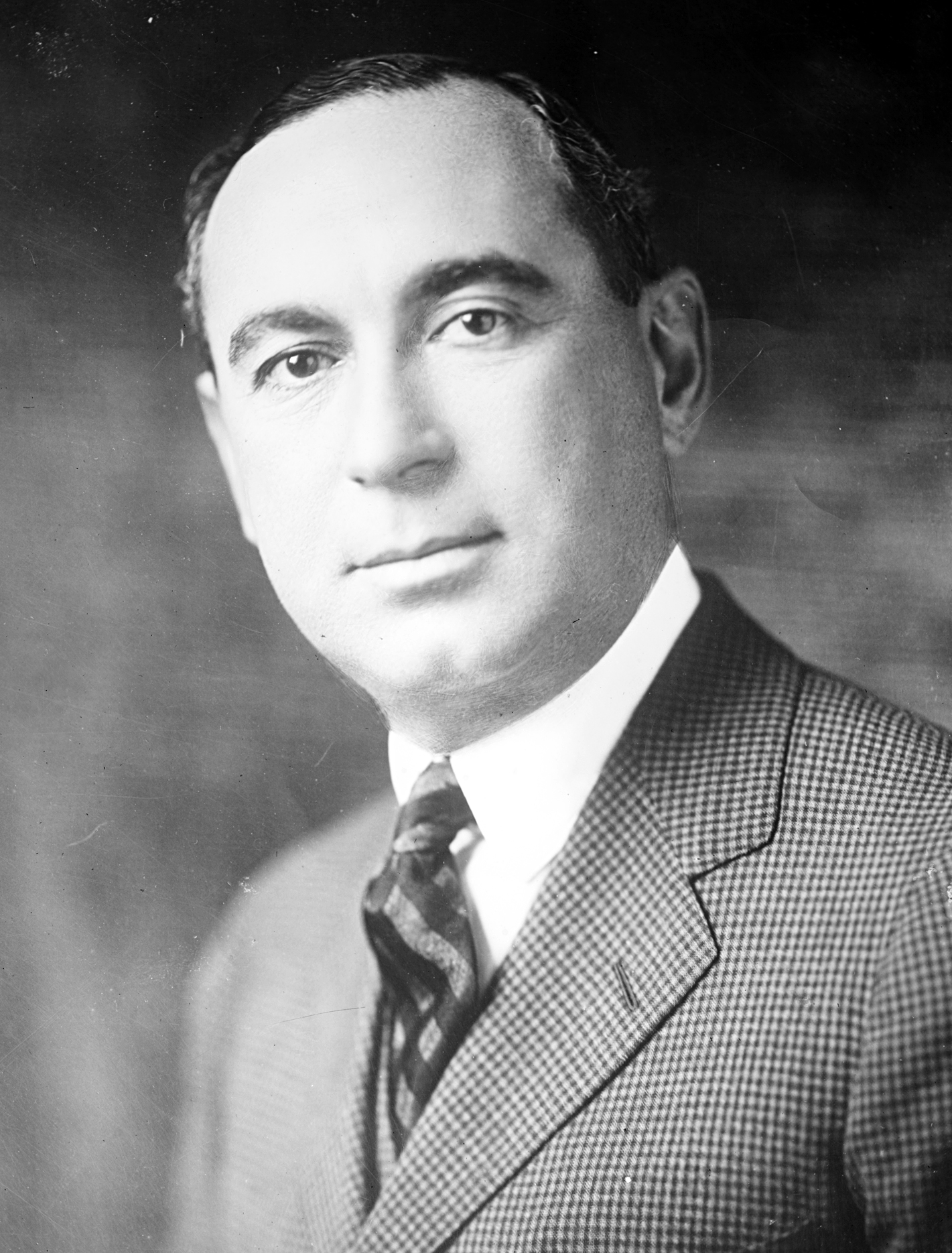
Альберт Ласкер — засновник премії. 1920

Премія Ласкера (англ. Lasker Award) — американська премія в області медичних наук, яку вручають щорічно з 1946 року та часом називають «Нобелівською премією США». Вона присуджується фондом Ласкера (Lasker Foundation) живим людям, які зробили великий внесок у медичну науку або хто виконував державну службу в галузі медицини. Фонд був заснований бізнесменом Альбертом Ласкером (1880—1952) та його дружиною — Мері Вудворд Ласкер (1900—1994), пізніше відомою активісткою в газузі медичних досліджень. До 2005 року більше ніж 70 переможців премії Ласкера згодом отримали Нобелівську премію з медицини та фізіології.

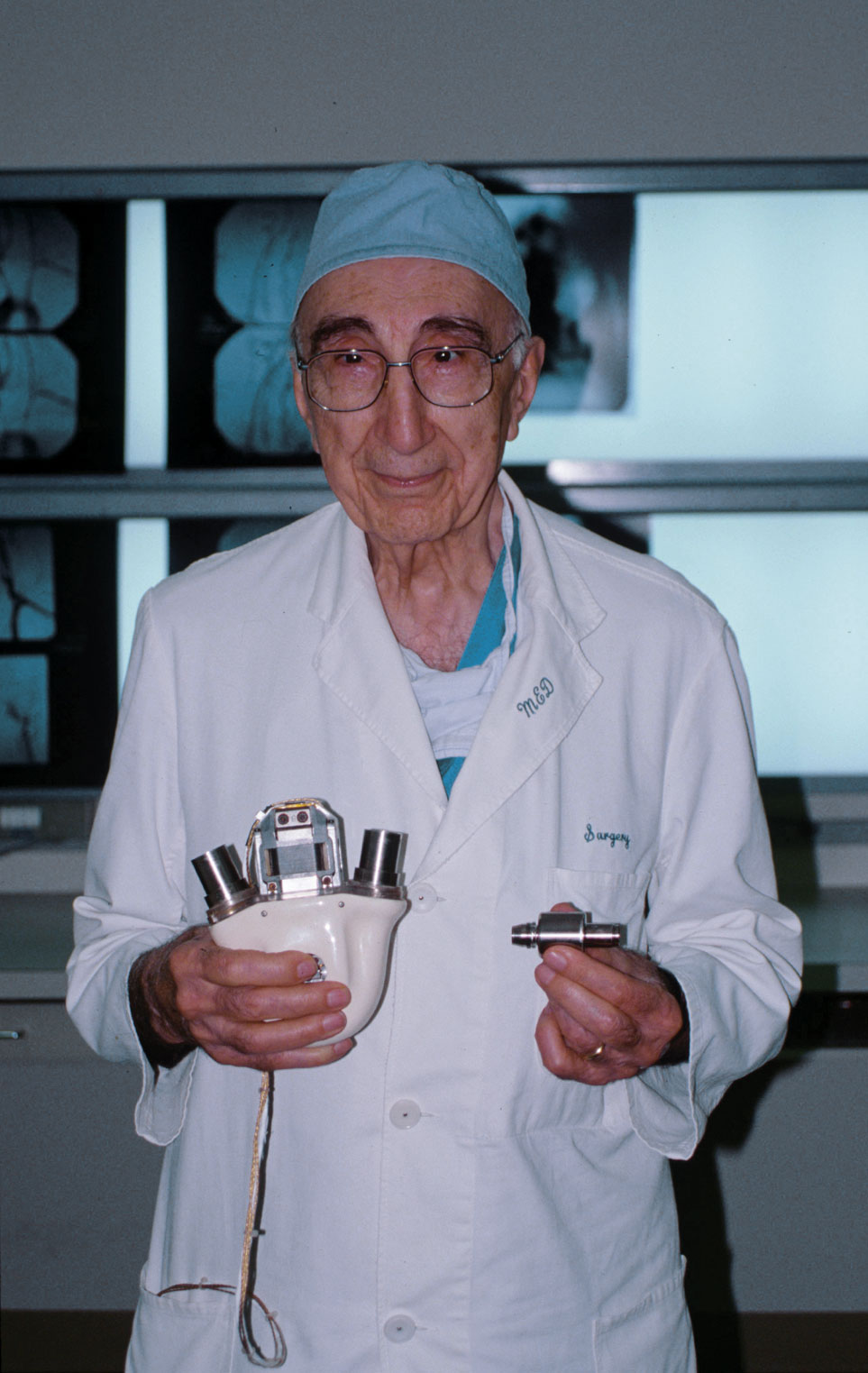
Кардіохірург Майкл ДеБейкі

Премії вручаються у чотирьох номінаціях ($ 250 000 кожна):
- Премія Альберта Ласкера за фундаментальні медичні дослідження (Albert Lasker Award for Basic Medical Research)
- Премія Ласкера — ДеБейкі за клінічні медичні дослідження[en] (Lasker-DeBakey Clinical Medical Research Award)
- Премія Ласкера — Блумберга за суспільно значиму діяльність в галузі охорони здоров'я[en] (Lasker-Bloomberg Public Service Award)
- Спеціальна премія Ласкера — Кошланда в медичних науках[en] (Albert Lasker Special Achievement Award) (1994–)

## Останні нагороди
| Рік  | Нагорода                                              | Лавреат (и)      | Підстава |
| ---- | ----------------------------------------------------- | ---------------- | --- |
| 2021 | за дослідження в галузі фундаментальних медичних наук | Карл Дейссерот   | За відкриття світлочутливих мікробних білків, які можуть активувати або заглушити окремі клітини мозку, і для їх використання в розробці оптогенетики — революційний метод для нейронауки                                                                                         |
| 2021 | за дослідження в галузі фундаментальних медичних наук | Петер Геґеманн   | За відкриття світлочутливих мікробних білків, які можуть активувати або заглушити окремі клітини мозку, і для їх використання в розробці оптогенетики — революційний метод для нейронауки                                                                                         |
| 2021 | за дослідження в галузі фундаментальних медичних наук | Дітер Естергельт | За відкриття світлочутливих мікробних білків, які можуть активувати або заглушити окремі клітини мозку, і для їх використання в розробці оптогенетики — революційний метод для нейронауки                                                                                         |
| 2021 | за клінічні медичні дослідження                       | Каталін Каріко   | За відкриття нової терапевтичної технології, заснованої на модифікації інформаційної РНК, що дозволить швидко розробити високоефективні вакцини проти Covid-19. |
| 2021 | за клінічні медичні дослідження                       | Дрю Вайсман      | За відкриття нової терапевтичної технології, заснованої на модифікації інформаційної РНК, що дозволить швидко розробити високоефективні вакцини проти Covid-19. |
| 2021 | за особливі досягнення                                | Девід Балтімор   | Як один із провідних вчених-біомедиків за останні п'ять десятиліть, як відомого широтою та красою своїх відкриттів у вірусології, імунології та лікуванні раку; за його академічне керівництво; за наставництво видатних учених; і за його вплив як громадського захисника науки. |

## Минулі нагороди
До нагород, які тепер не присуджуються, відносяться:

### Спеціальні нагороди охоро́ни здоров'я
- 1975 — Дослідницькі лабораторії Мерка Шарпа та Дома: Карл Г. Беєр[de]-молодший, Джеймс М. Спраг, Джон Е. Бер, Фредерік К. Новелло
- 1980 — Національний інститут серця, легенів та крові[en]
- 1984 — Дороті Т. Крігер
- 1987 — Столітні вітання Національного інституту охорони здоров'я США